# Tyrannochthonius centralis
Tyrannochthonius centralis es una especie de arácnido  del orden Pseudoscorpionida de la familia Chthoniidae.

## Distribución geográfica
Se encuentra en Ecuador y Costa Rica.